# Trimble (Tennessee)
Pour les articles homonymes, voir Trimble.
Trimble est une municipalité américaine principalement située dans le comté de Dyer au Tennessee.
Selon le recensement de 2010, Trimble compte 637 habitants. La municipalité s'étend sur 0,65 mille carré (1,68 km2) dont une petite partie dans le comté voisin d'Obion : 0,09 mille carré (0,23 km2) et 3 habitants.
La localité est nommée en l'honneur de Robert Trimble (en), qui fut notamment juge à la Cour suprême des États-Unis.